# Lázaro Cárdenas, José Sixto Verduzco
Lázaro Cárdenas är en ort i Mexiko.   Den ligger i kommunen José Sixto Verduzco och delstaten Michoacán de Ocampo, i den centrala delen av landet, 270 km väster om huvudstaden Mexico City. Lázaro Cárdenas ligger 1 691 meter över havet och antalet invånare är 488.
Terrängen runt Lázaro Cárdenas är platt åt nordost, men åt sydväst är den kuperad. Runt Lázaro Cárdenas är det ganska tätbefolkat, med 93 invånare per kvadratkilometer. Närmaste större samhälle är Abasolo, 19,7 km norr om Lázaro Cárdenas. Trakten runt Lázaro Cárdenas består till största delen av jordbruksmark.